# 자기권덮개

Schematic of Earth's magnetosphere, showing the relative position of the magnetosheath

자기권외피층(magnetosheath)는 자기권계면과 행성의 자기권의 bow shock 사이의 공간영역이다. 행성에 의해 생성된 규칙적으로 조직된 자기장은 불어오는 태양풍과의 상호작용으로 약해지고 불규칙해지고, 이 자기장은 높은 하전입자들을 완전히 막을 수 없다. 이 영역에서 입자들의 밀도는 bow shock 넘어서 발견되는 것보다 상당히 낮지만, 자기권계면안쪽에 있는 것보다는 더 크다, 그리고 일시적인 상태로 고려될 수 있다.
magnetosheath의 정확한 특성에관한 체계적인 연구는 이것은 간단히 bow shock와 mangetopause의 상호작용에 의해 만들어졌고, 본질적으로 이것 자체의 중요한 성질이 없다는 여러해에걸친 오해때문에 제한됐다. 그러나, 최근의 연구는 magnetosheath가 bow shock와 magnetopause의 구조에서 중요한 역할을 할 수 있고, 이들의 경계를 지나 정력적인 입자들의 흐름에 영향을 끼칠수있는 난폭한 플라즈마 흐름의 동적인 영역라는 것을 나타냈다.
지구의 magnetosheath는 일반적으로 행성의 태양을 바라보는 역풍방향(upwind side)에서 약 10 지구반경의 영역을 차지하며, 순풍방향에서는 태양풍의 압력때문에 상당히 멀리 팽창된 영역을 차지한다. magnetosheath의 정확한 위치와 폭은 태양활동같은 변수에 의존한다.

## 같이 보기
- 지자기
- 행성간 자기장
- 자기권
- 밴 앨런대
- 플라스마권
- 전리층
- 우주 기후